# Lesley Nicol
Lesley Nicol (Plymouth, 19 de junho de 1953), é uma atriz inglesa. Mais conhecida por seu papel como Beryl Patmore na série Downton Abbey da ITV e por seus papéis como Sra. Castor na adaptação de 1988 da BBC de The Lion, the Witch and the Wardrobe e como a Rainha Gigante em The Silver Chair (1990).
Lesley cresceu perto de Manchester, filha de uma mãe atriz amadora e um pai GP, e estudou na Guildhall School of Music & Drama.
Ela co-estrelou em várias séries de televisão britânicas. Ela fez a sua estreia em filmes em "East Is East" de 1999, reprisando seu papel da peça teatral. Ela também apareceu como Rosie em uma apresentação de Mamma Mia! no West End Theatre entre em 2000-02. Ela treinou e estudou no Guildhall School of Music and Drama. Ela fez sua primeira aparição como convidada no penúltimo episódio da série de comédia americana Raising Hope.
A sobrinha norte-americana de Lesley Nicol, Brittania, teve uma pequena carreira como atriz, estrelando no filme The Wicker Tree.

## Filmografia
| Ano  | Título                                              | Papel            |
| ---- | --------------------------------------------------- | ---------------- |
| 1985 | The Practice                                        | Jan Metcalfe     |
| 1986 | Blackadder II                                       | Mrs. Pants       |
| 1987 | Comeback                                            | Bossy Boots      |
| 1987 | Brookside                                           | Shelley Rimmer   |
| 1988 | The Lion, the Witch and the Wardrobe                | Sra. Castor      |
| 1989 | Bradley                                             | Nicole           |
| 1989 | The Nineteenth Hole                                 | Mrs. Anderton    |
| 1989 | Stuff                                               |                  |
| 1989 | 4 Play                                              | Janet Holmes     |
| 1990 | The Silver Chair                                    | Giant Queen      |
| 1991 | Waterfront Beat                                     |                  |
| 1991 | Paul Merton: The Series                             |                  |
| 1991 | The Bill                                            | Various          |
| 1994 | Three Seven Eleven                                  | Mrs. Pudsey      |
| 1994 | Casualty                                            | Jayne Bowen      |
| 1994 | Heartbeat                                           | Various          |
| 1995 | Castles                                             | Gilian           |
| 1995 | New Voices                                          | Joan             |
| 1996 | Peak Practice                                       | Sally Buxton     |
| 1998 | The Grand                                           | Mrs. Morris      |
| 1998 | Dinnerladies                                        | Woman Worker     |
| 1999 | East Is East                                        | Auntie Annie     |
| 1999 | Extremely Dangerous                                 | Gwenda Palmer    |
| 1999 | A Touch of Frost                                    | Mrs. Cockroft    |
| 2002 | Holby City                                          | Eileen McMahon   |
| 2002 | Doctors                                             | Various          |
| 2004 | The Last Detective                                  | Stella Beauchamp |
| 2004 | Rose and Maloney                                    | Headteacher      |
| 2004 | The Courtroom                                       | Brenda Rimmer    |
| 2005 | Marple: A Murder Is Announced                       | Nurse McClelland |
| 2006 | Hotel Babylon                                       | Mrs. Cord        |
| 2007 | Dead Clever: The Life and Crimes of Julie Bottomley | Jean             |
| 2008 | Hancock and Joa                                     | Nellie           |
| 2008 | Shameless                                           | Belle            |
| 2010 | West is West                                        | Auntie Annie     |
| 2010 | Downton Abbey                                       | Beryl Patmore    |
| 2013 | Once Upon a Time                                    | Johanna          |
| 2013 | Free Birds                                          | Pilgrim Woman    |
| 2013 | Sarah & Duck                                        | Scarf Lady       |
| 2014 | Hot in Cleveland                                    | Margaret         |
| 2015 | Supernatural                                        | Katja            |
| 2016 | Goldie & Bear                                       | Fairy Godmother  |
| 2016 | The Catch                                           | Sybil Griffiths  |